# Tigeryouth
Tigeryouth ist eine deutsche Punk-Band aus Ibbenbüren und Köln.

## Geschichte
Gegründet wurde Tigeryouth von Tilman Gottfried Zick. Nach dem ersten Demo Schlechte Laune (2009) erschien 2011 die erste EP, Alles geht kaputt, auf MC bei dem Tape-Label HugMe!DIYrec. Das Livealbum Tigeryouth – Live at Lala Studios erschien 2012 beim Leipziger Independent-Label Lala Schallplatten. Es folgte die Veröffentlichung der EP Im Sitzen (2013) auf MC bei HugMe!DIYrec.
Nach über 250 Konzerten, unter anderem als Vorgruppe von Smile and Burn, Tim Vantol, Adolar, Matze Rossi und The Pogues, erschien am 9. Mai 2014 das Debütalbum Leere Gläser auf dem Hamburger Independent-Label Zeitstrafe.
Es folgten Konzerttouren mit befreundeten Musikern als Support, Festival-Auftritte und Support-Shows für East Cameron Folkcore, Captain Planet und Sean Bonnette.
2016 erschien das zweite Album s/t wieder beim Hamburger Independent-Label Zeitstrafe. Anlässlich der Veröffentlichung spielte Tigeryouth eine Tour mit 85 Konzerten am Stück vom 12. August bis zum 17. Dezember 2016.
Nach nur ca. 30 Konzerten im Jahr 2017, unter anderem als Support für Captain Planet, The Living End und Tim Vantol folgte eine anderthalbjährige Konzertpause, nur unterbrochen von einem Konzert im Lido Berlin anlässlich des 15-jährigen Jubiläums des Labels Zeitstrafe.
2019 erschien das dritte Album Schmuck, wieder bei Zeitstrafe. Es folgten eine Support-Tour für Lygo, Headliner-Touren zur Veröffentlichung und ein Auftritt beim Jahresabschlusskonzert der Donots im Rosenhof, Osnabrück. Nach über 600 Konzerten in Solo-Besetzung wurde Tigeryouth 2020 durch Riccarda Belitzki am Schlagzeug, Linda Hartung an der E-Gitarre und Simon Bäumer am Bass ergänzt.
Mit dem ersten Tigeryouth Fest am 1. Dezember 2022 in Ibbenbüren endete eine der COVID-19-Pandemie geschuldete Konzertpause der Band. Kurz vorher war Gitarristin Linda Hartung ausgestiegen. Als Trio spielte Tigeryouth 2023 die erste Tour seit 2019.
2025 erscheint mit "Alles neu" das erste Tigeryouth Album als Band, wieder auf dem Hamburger Independent-Label Zeitstrafe. Die elf Songs auf dem Album wurden produziert von Guido Knollmann und Jan-Dirk Poggemann von der Band Donots. Aufnahme, Mix & Master von Phil Meyer-Wien, ehemals Schlagzeuger bei Waterdown, im Heavy Kranich Studio in Münster, Dezember 2022 und Januar 2024. Mit einer StartNext-Kampagne, vom 18. Juni bis zum 30. Juli, finanziert die Band unter anderem ein Musikvideo für den Titelsong "Alles neu". Dieser erscheint als erste Single-Auskopplung am 2. Juli 2025.

## Rezeption
„Würde man Gisbert zu Knyphausen, ClickClickDecker, Max Prosa und Turbostaat in einen Topf stecken und kräftig umrühren, käme danach wohl ein reichlich angefressener Musiker namens Tigeryouth herausgeklettert.“

„Dennoch bewegt sich sein Duktus ungleich näher an der unumstößlichen Punk-Attitüde, als am gediegenen Liedermacher-Abend.“

„Tilman schafft es auch auf „Schmuck“ immer wieder rohe, ungekünstelte Bilder zu malen. Politisch und persönlich.“

## Diskografie
Alben 
- 2014: Leere Gläser (Zeitstrafe)
- 2016: s/t (Zeitstrafe)
- 2019: Schmuck (Zeitstrafe)

 Live-Alben 
- 2012: Tigeryouth Live at Lala Studios (Lala Schallplatten)

 EPs 
- 2010: Schlechte Laune (Demo)
- 2011: Alles geht kaputt (HugMeDIYrec.)
- 2013: Im Sitzen (HugMeDIYrec.)